# 小行星5543
小行星5543（英語：5543 Sharaf）是一颗围绕太阳公转的小行星。1978年10月3日，尼古拉·切爾尼赫在克里米亚发现了此天体。
这颗小行星的绝对星等为310.7014858459767等。